# Boldogasszony, édes
A Boldogasszony, édes egyházi Mária-ének. Dallama népdal, melyet Tóth Béla gyűjtött. Szövegét Pakocs Károly írta.
Feldolgozások:
| Szerző       | Mire              | Mű                  | Előadás |
| ------------ | ----------------- | ------------------- | ------- |
| Petres Csaba | egynemű kar       | Boldogasszony, édes |         |
| Petres Csaba | vegyeskar, orgona | Boldogasszony, édes | [ 1 ]   |

## Kotta és dallam
Boldogasszony, édes,

hozzád esd ma néped:

veszni indult lelkét

hogy te mentenéd meg,

édes Szűzanyánk.

## Felvételek
- Mária énekek. Völcseji Népdalkör  YouTube. Egyházasfalu (2009. szeptember 6.)  (Hozzáférés: 2017. február 9.) (videó)
- Boldogasszony Anyánk - Himnusz - Mária ének. www.szolgalohittan.hu (Hozzáférés: 2017. február 9.) (audió) arch